# Odomantes

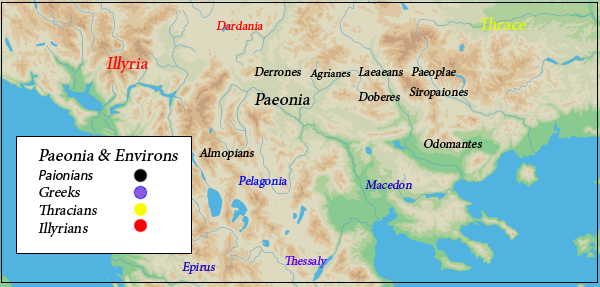
Les tribus de Péonie.

Les Odomantes ou Odomanti (en grec ancien Ὀδόμαντες / Odómantes) sont une ancienne tribu thrace. Certains les considèrent comme péoniens, tandis que d'autres prétendent avec certitude que la tribu est thrace. 
Les Odomantes sont mentionnés par Hérodote, Thucydide, Étienne de Byzance et Pline l'Ancien. Le district qu'ils occupent s'appelle après eux l'Odomantice.

## Histoire
Les Odomantes sont installés sur l'ensemble de la grande montagne Orbelos qui s'étend le long du nord-est de la plaine strymonique inférieure, aux environs de Melnik (Bulgarie) et de Sidirókastro (Grèce). Ils bordent le Pangée, dont les mines d'or et d'argent ont été exploitées avec les Pières et les Satrae. Sécurisés dans leur position inaccessible, les Odomantes ont défié Mégabaze pendant la deuxième guerre médique. La partie nord-ouest de leur territoire se trouve à droite de Sitalcès alors qu'il traverse le mont Cercine ; et leur situation générale concorde avec la description de Thucydide (II, 101), selon laquelle ils habitent au-delà du Strymon, c'est-à-dire au nord du Strymon inférieur où la rivière poursuit son cours à l'est. Cléon invite Polles, leur chef, à se joindre à lui avec autant de mercenaires thraces que possible. 
Pendant la période romaine, la plupart de leurs terres appartiennent au territoire (chora) de l'ancienne Sirra (actuel Serrès).